# Бобохалма (Муреш)
Бобохалма (рум. Bobohalma) насеље је у Румунији у округу Муреш у општини Тарнавени. Oпштина се налази на надморској висини од 362 m.

## Историја
Према државном шематизму православног клира Угарске у месту је 1846. године било 114 породица, са још придодатих филијарних 24 из Долба и 48 из Кинци. Православни свештеници су били, парох поп Стефан Пап и поп Василије Поповић.

## Становништво
Према подацима из 2002. године у насељу је живело 1243 становника, од којих су сви румунске националности.